# Bureau des Longitudes
Bureau des Longitudes [byró délongitýd], česky „Kancelář pro délky“, je francouzská vědecká instituce, založená v roce 1795, jejíž hlavní náplní bylo zlepšení námořní navigace, standardizace měření času, geodézie a astronomická pozorování. V průběhu 19. století byla zodpovědná za synchronizaci hodin po celém světě. V této době byli jejími předsedy François Arago a Henri Poincaré. Organizace stále funguje jako akademie a každý měsíc se schází aby proběhla diskuze nad astronomickými tématy. Sídlí v Paříži v budově Francouzského institutu na nábřeží Quai de Conti č. 23.
Bureau des Longitudes založil Národní konvent, když vyslechl zprávu, vypracovanou společně výborem námořnictva, výborem financí a výborem pro státní vzdělávání. Henri Grégoire seznámil konvent s úpadkem námořních sil Francie a naopak vzestupem námořnictva Anglie. Proto navrhl, že by zlepšení navigace mohlo vést k obnovení námořní síly Francie. Výsledkem bylo založení Bureau des Longitudes, který měl pravomoc nad Pařížskou observatoří a také nad všemi dalšími astronomickými zařízeními v zemi. Organizace měla za cíl převzít námořní nadvládu na úkor Anglie a zlepšit přesnost sledování zeměpisných souřadnic lodí pomocí astronomických pozorování a spolehlivých hodin. 
Původních deset členů organizace bylo:
- Joseph-Louis Lagrange – matematik
- Pierre-Simon Laplace – matematik
- Jérôme Lalande – astronom
- Pierre Méchain – astronom
- Jean-Baptiste Joseph Delambre – astronom
- Jean-Dominique de Cassini – astronom
- Jean-Charles de Borda – astronom
- Louis Antoine de Bougainville – mořeplavec
- Noel Simon Caroché – výrobce dalekohledů
- Jean-Nicolas Buache – geograf

Dekretem z 30. ledna 1854 byly cíle úřadu rozšířeny o geodézii, standardizaci času a astronomická pozorování. Toto nařízení udělilo Pařížské observatoři nezávislost na úřadu a zaměřilo jeho úsilí na oblast měření času a astronomie. Organizace úspěšně stanovila univerzální čas v Paříži pomocí pulzů vzduchu vyslaných přes pneumatické trubky. Později pracovala na synchronizaci času ve všech francouzských koloniích. 
V roce 1897 zřídil Bureau des Longitudes komisi, která měla za úkol rozšířit metrický systém na měření času. V plánu bylo zrušit dělení dne na hodiny, minuty a sekundy, které členové organizace považovali za zastaralé a vyměnit ho za rozdělení na desetiny, tisíciny a stotisíciny. To byla obnova snu tvůrců metrického systému z doby francouzské revoluce o století dříve. Někteří členové organizace přinesli kompromisní návrh zachovávající hodiny jako základní jednotku dne, ale další dělení hodiny mělo být na setiny a desetitisíciny. Henri Poincaré sloužil jako sekretář komise a bral svou práci velmi vážně, sepsal několik zpráv. Byl zastáncem univerzálního metrického systému. Avšak změna se neujala, žádná další země kromě Francie návrh nepodpořila a francouzská vláda nebyla ochotna udělat změnu sama jako jediná. Komise byla rozpuštěna v roce 1900. 
Od roku 1970 má organizace 13 členů, 3 nominuje Francouzská akademie věd. 